# Scinax garbei
A Scinax garbei a kétéltűek (Amphibia) osztályának békák (Anura) rendjébe és a levelibéka-félék (Hylidae) családjába tartozó faj.

## Előfordulása
A faj Bolíviában, Brazíliában, Ecuadorban, Kolumbiában, Peruban, Venezualábanban és valószínűleg Guyanában él. Természetes élőhelye a szubtrópusi vagy trópusi nedves síkvidéki erdők, szubtrópusi vagy trópusi mocsarak, folyók, időszakos édesvizű mocsarak, ültetvények, kertek, lepusztult erdők, pocsolyák.